# Chadisrina variegata
Chadisrina variegata är en fjärilsart som beskrevs av Moore 1879. Chadisrina variegata ingår i släktet Chadisrina och familjen tandspinnare. Inga underarter finns listade i Catalogue of Life.